# Colectivitate de peste mări

Imagine reprezentativă care ne arată denumirea şi poziția geografică a colectivități de peste mări.

Colectivitate de peste mări (franceză Collectivité d'outre-mer sau prescurtat COM) este termenul ce definește anumite teritorii ale statului francez situate în afara Franței metropolitane. Termenul a fost introdus la reforma constituțională din 2003 și lista grupează fostele teritorii de peste mări (franceză territoires d'outre-mer, prescurtat TOM) și alte colectivități cu statut particular.
Aceste colectivități dispun de competențe extinse: autonomie vamală și fiscală și sisteme de protecție sociale diferite. Cu excepția insulelor Saint Pierre și Miquelon, ele au un regim legislativ special, în sensul că un decret sau o lege nu se aplică în aceste teritorii decât dacă este precizat explicit. Astfel colectivitățile dispun de texte legale diferite în foarte multe domenii. 
Actualmente există trei colectivități de peste mări:
- Polinezia franceză dispune de un grad mare de autonomie și dispune de două manifestări simbolice: titlul de președinte al Polineziei franceze acordate președintelul guvernului local și denumirea de țară de peste mări (franceză pays d'outre-mer) acordată colectivității din 2004 ;

- Saint Pierre și Miquelon, în Oceanul Atlantic în largul coastelor Canadei, are un statut similar cu un departament, fiind un DOM între a 1976 și 1985 ;

- Wallis și Futuna, în Oceanul Pacific, are un statut specific, fiind format din trei monarhii.

Mayotte, o insulă în Oceanul Indian desprinsă din Comore în 1976, a avut statutul de colectivitate de peste mări până în 2011. Începând cu 31 martie 2011 Mayotte este al 101-lea departament francez.
Constituția franceză definește și un nou tip de colectivități teritoriale, colectivități cu o asamblare unică, ce îndeplinește rolul cumulat al consiliului general (al unui departament) și al consiliului regional (al unei regiuni). Actualmente această categorie este vidă, dar se prevede înființarea unor colectivități de acest tip în Saint Martin și Saint Barthélemy, actualmente comune ale Guadelupei. În urma unui referendum, locuitorii acesotr comune au aprobat schimbarea statutului (spre deosebire de locuitorii restului regiunii) și astfel, în octombrie 2006 a fost votat un proiect de lege ce permite începerea acțiunilor de modificare a statutului lor.